# Podróż apostolska Franciszka do Szwecji
Podróż apostolska papieża Franciszka do Szwecji odbyła się w dniach 31 października–1 listopada 2016.

## Ekumeniczny charakter wizyty
25 stycznia Watykan ogłosił, że papież odbędzie jesienią podróż apostolską do Szwecji, aby wziąć udział w inauguracji obchodów 500-lecia reformacji (które przypadało w 2017 roku). 31 października w Lund odbyła się wspólna katolicko-luterańska ceremonia, organizowana wspólnie przez luterański Kościół Szwecji i katolicką diecezję sztokholmską. Nabożeństwo oparte zostało na przewodniku liturgicznym „Wspólna modlitwa”, opracowanym przez Światową Federację Luterańską i Papieską Radę ds. Popierania Jedności Chrześcijan. Obchody miały wspierać proces pojednania między luteranami i katolikami.

## Program pielgrzymki
- 31 października 2016

O 8:20 papież odleciał samolotem z rzymskiego lotniska Fiucimino do Malmö; o 11.00 samolot z nim wylądował na lotnisku w Malmö. Pięć minut po wylądowaniu papież spotkał się z premierem Szwecji Stefanem Löfvenem. O 13:50 papież spotkał się z rodziną króla Szwecji Karola XVI Gustawa w Pałacu Królewskim Kungshuset w Lund. O 14:30 w Lund odbyła się ekumeniczna modlitwa powszechna w katedrze luterańskiej. O 16:40 papież brał udział w modlitwie ekumenicznej w Malmö Arena. O 18:10 w Malmö Arena spotkał się z delegaturą ekumeniczną.
- 1 listopada 2016

O 9:30 Franciszek odprawił mszę świętą na stadionie Swedbank w Malmö. O 12:30 udał się na lotnisko w Malmö; o 12:45 samolot z papieżem Franciszkiem odleciał do Rzymu. O 15:30 papież wylądował na lotnisku w Rzymie.